# George Adee
George Townsend Adee (4. ledna 1874, Stonington, Connecticut, USA – 31. července 1948, New York, st. New York) byl americký fotbalista, tenista a tenisový funkcionář.

## Osobní život
Během studií na Yaleské univerzitě hrál ve školním fotbalovém týmu na pozici quarterbacka. V roce 1894 byl vybrán do celouniverzitního College Football All-America Teamu. Po absolutoriu sloužil v armádě, zúčastnil se španělsko-americké války a později první světové války. Jako tenista hrál mezi lety 1903 až 1909 šestkrát US Open. V roce 1964 byl in memoriam uveden do Mezinárodní tenisové síně slávy za jeho funkcionářské zásluhy na poli tenisu. V letech 1916 až 1919 působil ve funkci prezidenta Tenisového svazu USA, byl také členem Davis Cupu a Komise pro amatérský tenis. Zemřel v New Yorku roku 1948 ve věku 74 let.